# Masmuda
Els masmudes (amazic: imasmudn) fou un dels gran grups humans dels amazics de la família dels Baranis, de la que també formaven part els sanhadjes. Excepte un petit grup a Annaba, totes les tribus d'aquest grup vivien al Magreb més occidental, de la Mediterrània baixant per una línia que passava per Badis, Meknès i Danat fins a l'Antiatles, amb tres enclavaments sanhadja a Tànger, a Azemmour i a la vall del Uargla, i amb l'oceà Atlàntic com a límit occidental. Fins al segle xii formaven tres grups: els gomeres (Ghumara), a la costa Mediterrània; els barghawates, de Sebou a l'Umm Rabi, i els masmudes pròpiament dits, de l'Umm Rabi a l'Antiatles. Els masmudes eren sedentaris. A la part central del país van acabar per desaparèixer en les múltiples guerres que van afectar el Magreb durant segles i foren substituïts per tribus àrabs hilalianes i pels amazics zanates i hawwares (segle xvi) i després per àrabs makilians. Els gomeres eren homogenis excepte un grup anomenats masmudes de l'Estret, origen dels andjra actuals.

## Distribució geogràfica
Els masmudes del sud van sobreviure a les muntanyes (la principal ciutat era Safi) i estaven dividits entre masmudes meridionals de la plana i els de la muntanya, que amb les seves tribus principals es distribueixen així:
- Masmudes de la plana: Dukkala, Banu Mazgir, Hazmira, Ragraga, Haha
- Masmudes de la muntanya: Glawa, Aylana, Warika, Hazradja, Assadan, Hintata, Tin Mallall, Sawda o Zawda, Gadmiwa i Ganfisa.

## Història
El 682 Uqba ibn Nafi va atacar els masmudes de l'Atles i va lliurar diversos combats però va quedar rodejat a les muntanyes i només es va salvar per l'ajut d'un contingent zenata. Després va atacar Naffis, ocupada per rums (romans d'Orient?) i amazics cristians i tot seguit va anar cap a Igli al Sus que va ocupar. La llegenda explica que va arribar a la costa de l'oceà i que va fer entrar al seu cavall a l'aigua per testimoniar davant Déu que no li quedava més terra per conquerir. Els masmudes van quedar sotmesos, però això només va durar mentre Uqba va ser a la zona. El 707 Mussa ibn Nussayr va haver de reconquerir el Marroc; va ocupar la regió del Draa i Tafilalt i va enviar el seu fill a la conquesta del Sus i els masmudes.
Ubayd-Al·lah ibn al-Habhab as-Salulí fou nomenat governador del Magreb el 734 (fins a 741) i va encarregar al seu fill Ismaïl com adjunt per la regió del Sus. El 735 Ubayd-Al·lah va encarregar a Habib, net d'Uqba ibn Nafi, una expedició al Sus contra els masmudes i els sanhadja. Una mica més tard Abd-ar-Rahman ibn Habib al-Fihrí fou nomenat governador (747-755) i va ocupar Igli.
El país masmuda no torna a ser esmentat fins al segle ix. Idrís I no va arribar al sud més enllà de la Tamasma i Tadla però Idrís II va fer una expedició a Naffis i a la seva mort el 828 el seu fill Abd-Al·lah o Ubayd-Al·lah va obtenir els territoris d'Aghmat, Naffis, Masamida (Masmuda) i Lamta i el Sus. Els seus descendents són esmentats per al-Bakrí governant amb capital a Naffis i a Igli; una altra branca idríssida governava al mateix temps el Draa. Amb la decadència idríssida, els masmudes van recuperar la independència al segle x i van ser governats pels seus caps electes o imgharen (singular amghar, en àrab shuyukh. Al-Bakrí diu que els imgharen a Aghmat eren nomenats per un any. Al final del segle x els zanates van establir principats al Marroc, a Fes, a Shalla i a Tadla; un principat maghrawa es va establir a Aghmat. No se sap res més dels masmudes. Els almoràvits van sotmetre als masmudes i el 1057 l'almoràvit Abd Allah ibn Yä-Sïn van conquerir Aghmat fugint el maghrawa Lagut ibn Ali cap a Tadla; la seva esposa Zaynab, dels Nafzawa, va acabar sent l'esposa de Yússuf ibn Taixfín. Fins al 1062 Aghmat fou la capital dels almoràvits, i llavors es va fundar Marraqueix. El 1074 Yússuf va donar diversos governs als seus fills i Tamim va rebre Marraqueix, Aghmat, Tadla, Tamasma, el Sus i el país dels Masmuda.
El 1121 es va revoltar Ibn Túmart de la tribu Hargha i li va donar suport Abu-Hafs Úmar Inti, xeic dels Hintata, i Abd-al-Mumin ibn Alí que va portar a la fundació de la dinastia coneguda com dels almohades. La història dels masmudes fou llavors la dels almohades que havien portat al poder i va durar fins a 1269. A través d'Umar Inti van originar també la dinastia inicialment almohade dels hàfsides (1228-1574).
Després de la derrota dels almohades a la batalla de les Navas de Tolosa (1212) la dinastia va perdre el poder a al-Àndalus i va retrocedir al Marroc davant els Banu Marín o marínides. Els masmudes van recuperar la independència a partir de 1224 quan fou proclamat Abu-Muhàmmad Abd-Al·lah al-Àdil (1224-1227) i es van aliar als àrabs hilalians de la plana. El 1269 els marínides van assolir plenament el poder i els masmudes els van reconèixer però van gaudir d'àmplia autonomia governats per famílies locals notables: els Awlad Yunus els Hintata; els Awlad Sad Allah els Gandmiwa; i els Banu Khattab els Haskura. Més al sud els Banu Yaddar van fundar un principat independent que va existir de 1254 a vers 1340.
A l'inici del segle xvi els país masmuda estava fragmentat; els xeics dels Hintata dominaven la regió de Marraqueix, sent el més famós Abu Shantuf; al sud del Tansift hi havia el territori de guerrers dels Ragraga, organitzats com a comunitat de guerrers des del segle xiv; un cap religiós, s'havia imposat als Haha i al segle xv el místic al-Jazula era el seu cap. Al territori del Draa va néixer llavors la dinastia sadita que, després de dominar el Sus, va imposar la seva autoritat a tot el Marroc, però sense aconseguir sotmetre els muntanyesos de l'Atles. Àhmad al-Mansur (1578–1603) va haver de combatre Umar ibn Haddu que governava de manera independent sobre els Saksawa, i va arribar a agafar el títol amazic de agellid (‘rei’); al Sus i a l'Atles els que manaven eren els caps religiosos locals sent els més forts els dels Haba i els de Tazerwalt (família Ahmad u-Musa).
Fins al temps del sultà alauita Mulay al-Rashid (1666-1672) l'Atles i el Sus no van estar realment sota domini del Marroc, però un segle després (final del segle xviii) al Tazerwalt, el marabut Sidi Hisham, amb seu a Iligh, va erigir un estat independent que va durar fins al 1886. Dins el Marroc els masmudes van desaparèixer de la historia. Quan es va instaurar el protectorat francès els masmudes estaven dividits en tres grups, a l'est sota els Glawa; a l'oest sota Mtugga; i al centre sota els Gundafa. El nom de masmudes es va perdre i els amazigòfons del sud porten el nom al segle xx de Shuluh (francès chleuh).

## Subtribus
L'autor del llibre Mafàkhir al-Bàrbar (Els orgulls dels amazics), cita les subtribus dels masmudes:
- Hhaha
- Regraga
- Ourika
- Hezmira
- Guedmiwa
- Henfisa
- Hezerga
- Doukkala
- Hentata (o Hintata)
- Beni Magus
- Tehlawa